# Puente de Serranos
El Puente de Serranos es un puente en la ciudad española de Valencia. Es el más antiguo de los existentes que cruza el río Turia y fue el segundo de los llamados «puentes históricos» en ser reconstruido en piedra: Puente de la Trinidad (1356-1402), Puente de Serranos (1518), Puente del Mar (1592-1596), Puente del Real (1594-1599) y finalmente Puente de San José (1604-1607).
El puente, con nueve arcos escarzanos, tiene 159,7 metros de longitud y 11,2 metros de ancho de tablero. Entre 2005 y 2009 fue restaurado bajo la dirección del arquitecto Ignacio Bosch y recuperó los arrimaderos triangulares sobre los tajamares. Une la principal puerta septentrional de la ciudad con el camino al maestrazgo y a la ciudad de Sagunto, en su momento principal vía de paso a la comarca de Los Serranos, de ahí su nombre.

## Historia
Conocido en la época musulmana como al-Qantara, es decir «el Puente», esta denominación solía atribuirse a puentes estables usualmente de piedra y de origen romano, pero no hay constancia de estas características en este puente en esa época. Parece razonable la hipótesis de la existencia de un puente de piedra, pero existen dudas sobre su autoría árabe.
En 1349, coincidiendo con un periodo de fuerte consolidación y caracterización urbana, el Consell General ordenó que el puente fuera construido en piedra para resistir mejor las avenidas del Turia. Las riadas de 1406 y 1427, pero sobre todo la de 1517 infligieron graves daños al puente, por lo que un año después, la Fábrica vieja de muros y fosos dispuso el 22 de junio de 1518 su reedificación tal y como es en la actualidad. Construido en piedra, bajo la dirección del picapedrero Juan Bautista Corbera, posee rampa escalonada de acceso al cauce, actual Jardín del Turia, y está formado por nueve arcos escarzanos con escollera, tajamares y pretiles.
Respecto de los elementos de decoración, en 1539 se construyó entre en tercer y cuarto arco un primer casalicio, de planta triangular y que contenía la Santa Cruz patriarcal de la parroquia de San Bartolomé. En 1771 fue sustituida por la imagen de la Virgen de la Merced. En 1670 se edificó frente a este casalicio otro dedicado a San Pedro Nolasco.
Llegó a tener antes del siglo XVIII hasta cinco estatuas, las de san Pedro Nolasco, san Pedro Pascual, fray Gilaberto Jofré, la reina doña Teresa Gil de Vidaure y Nª Sra. de la Merced pero ante la llegada de las tropas napoleónicas, las estatuas con sus casilicios y los antepechos laterales fueron destruidas y arrojadas al río como parte de las obras de defensa de la ciudad. Una de las primeras órdenes del ocupante mariscal Suchet para el gobierno de la ciudad estuvo dirigida a la fábrica nueva del río con el fin de que recompusieran sin demora los antepechos del puente.
En 1876 se le colocaron aceras para facilitar el tránsito de los peatones. En 2007 aparecieron grietas, por lo que fue restaurado y su uso se restringió a peatones.

## Protección
El Puente de Serranos se encuentra incluido en el Conjunto Histórico de Valencia y en el entorno de protección del Bien de Interés Cultural Puerta de Serranos (Decreto 57/1993 publicado en Diario Oficial de la Generalidad Valenciana (DOGV) de 10 de mayo de 1993) y se encuentra declarado como Bien de Relevancia Local individualizado por el artículo 46 de la Ley 4/1998 de 11 de junio, de la Generalidad Valenciana (DOGV núm. 3267 de 18 de junio de 1998).